# Olvidado rey Gudú
Olvidado rey Gudú es una novela de Ana María Matute publicada en 1996. Su autora lo señaló como su libro favorito de entre sus obras, y se lo ha calificado como un «clásico de culto».  La novela tiene una ambientación medieval con elementos de la literatura fantástica, libro de caballería y cuento de hadas. Ha sido caracterizada como una alegoría antibelicista, aunque otros críticos le dan un carácter universal, una «obra sobre el tiempo y sus criaturas» donde la historia que se narra es «la historia de las emociones humanas». Con esta obra y en 2009, Matute fue la primera mujer en depositar la primera edición del libro en la Caja de las Letras del Instituto Cervantes.

## Personajes principales
Multitud de personajes son los que se dan cita en esta extensísima novela. Entre los más destacados se encuentran:
- Rey Gudú
- Reina Ardid
- Príncipe Predilecto
- Conde Olar
- Sikrosio
- Volodioso
- El Hechicero
- El Trasgo del Sur
- Ondina
- Princesa Tontina
- Conde Tuso
- Ancio
- Bancio
- Cancio
- Dancio
- Encio
- Furcio
- Reina Leonia
- Yahek
- Almíbar
- Gudulina
- Raigo
- Raiga
- Gudrilkja
- Reina Urdska